# 平塚市立なでしこ小学校
平塚市立なでしこ小学校（ひらつかしりつ なでしこしょうがっこう）は、神奈川県平塚市花水台にある公立小学校。

## 概要
平塚市花である「なでしこ」が群生していた小余稜（こゆるぎ）の砂丘地に建設された。
校歌は1979年に制定され、中村光世が作詞し、渡辺文博が作曲した。作詞者は地域で公募し、作曲者は当時の校長である山本桂一郎が、当校設立に携わった職員へ依頼して決められた。歌は3部構成となっており、1部と2部には当地から望んだ相模湾や富士山に関する描写が盛り込まれている。

## 沿革
- 1977年（昭和52年）
  - 管理・普通教室・特別教室棟（本館）を落成[4]。
  - 4月1日 - 開校[1][3]。
- 1979年（昭和54年）
  - 体育館を落成[4]。
  - 9月 - 校歌制定記念式典を挙行[3]。
- 1980年（昭和55年）1月29日 - 校歌を制定[3]。
- 2001年（平成13年） - 特殊学級（知的障がい）を開設[5]。
- 2002年（平成14年） - 特殊学級（自閉症・情緒障がい）を開設[5]。
- 2004年（平成16年） - 特殊学級（知的障がい）を再度開設[5]。
- 2009年（平成21年） - 特別支援学級（肢体障がい）を開設[5]。
- 2014年度（平成26年度） - 高架水槽を改修[1]。
- 2016年（平成28年）6月10日 - 創立40周年・開校記念式典を挙行[6]。

2026年度から2030年度にかけて、本館を改修する予定である。

## 施設概要
主な施設を掲載。括弧内の面積は延床面積。
- 校舎（5,459.16 m2）
  - 管理・普通教室・特別教室棟（5,196.59 m2） - 鉄筋コンクリート造4階建て、別名：本館[4]
- 屋内運動場（1,013.85 m2） - 鉄筋コンクリート造[4]
- プール（プール槽部分：325 m2[1]）
- 校庭（8,727 m2[1]）

## 通学区域と進学先中学校
出典

### 通学区域
- 花水台（全域）
- 撫子原（全域）
- 唐ケ原（全域）
- 黒部丘（10-30番）
- 虹ケ浜（13-24番）

### 進学先中学校
公立中学校の場合
- 平塚市立浜岳中学校

## アクセス
- 神奈川中央交通「平39」「平40」系統
  - 「花水台」停留所下車　約3分
  - 「花水公園前」停留所下車　約4分

## 周辺
- 平塚市営虹ヶ浜住宅
  - これ以外にも一戸建て住宅や中小規模のマンション・アパートも点在する。
- 神奈川県警平塚警察署花水台交番
- 平塚市立虹ヶ浜西公園
- 平塚市営虹ヶ浜西住宅
- 国道134号
- 平塚市立虹ヶ浜公園
- 相模湾

## 出身者
- 関野義秀 - フィンスイミング選手
- 金沢真 - 囲碁棋士[8]